# Bruno Nicolè
Bruno Nicolè (Padova, 24 febbraio 1940 – Pordenone, 27 novembre 2019) è stato un calciatore italiano, di ruolo attaccante.
Particolarmente veloce e dotato di buon tiro, divenne popolare già in giovane età. Concluse la carriera a soli 27 anni.

## Biografia
Terminata la carriera sportiva, Nicolè si dedicò all'insegnamento dell'educazione fisica nelle scuole fino al 2001, quando andò in pensione. È deceduto nel 2019, a 79 anni per un tumore al pancreas.

## Carriera

### Club

#### Esordi
Cresciuto nelle giovanili del Padova sotto la guida di Mariano Tansini, esordì sedicenne con Nereo Rocco in Serie A nel campionato 1956-57. Giocò 12 partite (due reti, una delle quali alla Juventus) e fu acquistato dal presidente della Juventus Umberto Agnelli per 70 milioni e il prestito di Kurt Hamrin.

#### Juventus
Cresciuto come centravanti, faticò a inserirsi in un attacco bianconero in cui figuravano John Charles e Omar Sívori. Fu schierato all'ala destra e nella prima stagione giocò 21 partite (0 reti). Si riprese nella stagione successiva, e fu chiamato in nazionale maggiore da Gipo Viani, che il 9 novembre 1958 lo fece esordire nell'amichevole a Parigi contro la Francia, brillante terza al mondiale del precedente giugno. Segnando una doppietta divenne, a 18 anni e 258 giorni, il più giovane goleador della storia azzurra, record che detenne per 63 anni.
Gianni Brera lo paragonò a Silvio Piola. L'impresa di Parigi gli fruttò il 19º posto nella classifica del Pallone d'oro 1958.
Nella Juventus Nicolè mantenne una buona media, chiudendo con 47 reti in 141 partite e contribuendo alla conquista di tre scudetti, due Coppe Italia e una Coppa delle Alpi. Fece parte della squadra che vinse al Bernabéu contro il Real Madrid nei quarti di finale della Coppa dei Campioni 1961-1962, prima italiana ad affermarsi in casa del Real. Fu spesso alle prese con problemi muscolari e di peso eccessivo che ne influenzarono la carriera. Al termine del campionato 1962-1963, il nuovo presidente Vittore Catella lo cedette alla Roma in cambio di Giampaolo Menichelli.

#### Ultimi anni
Nella parte finale della carriera non riuscì più a esprimersi appieno. La Roma lo girò subito al Mantova e l'anno dopo tornò alla Roma, con la cui maglia, il 1º novembre 1964, siglò il gol della vittoria nella finale di Coppa Italia contro il Torino. Il mese successivo disputò l'ultima partita in Nazionale e chiuse la stagione in giallorosso con due reti in 13 incontri.
Ormai in declino, nell'estate del 1965 fu trasferito alla Sampdoria, che nella sessione invernale di mercato lo cedette all'Alessandria, in Serie B. Nella stagione 1966-1967, retrocedette in Serie C e si ritirò a 27 anni: 193 partite e 53 reti in Serie A e 24 + 4 reti in Serie B. Rivelò che avrebbe voluto ritirarsi prima e che aveva continuato solo per svolgere il servizio militare da atleta.

### Nazionale
In nazionale ha disputato 8 incontri, segnando i soli 2 gol all'esordio il 9 novembre 1958, in amichevole a Parigi contro la Francia (2-2), divenendo così il marcatore più giovane della storia della nazionale (primato poi battuto nel giugno 2022 da Wilfried Gnonto). In carriera gli contesero la maglia azzurra Altafini, Barison, Brighenti, Mora, Angelillo, Sivori, Pascutti e Sormani. Alla sua penultima apparizione azzurra, nell'amichevole del 25 aprile 1961 vinta 3-2 a Bologna contro l'Irlanda del Nord, gli fu affidata per l'unica volta la fascia di capitano: a 21 anni e 61 giorni fu il più giovane capitano della nazionale, record imbattuto. Giocò in nazionale un'altra volta tre anni dopo.

## Palmarès

### Club

#### Competizioni nazionali
- Campionato italiano: 3

Juventus: 1957-1958, 1959-1960, 1960-1961
- Coppa Italia: 3

Juventus: 1958-1959, 1959-1960
Roma: 1963-1964

#### Competizioni internazionali
- Coppa delle Alpi: 1

Juventus: 1963

## Statistiche

### Cronologia presenze e reti in nazionale
| Cronologia completa delle presenze e delle reti in nazionale ― Italia | Cronologia completa delle presenze e delle reti in nazionale ― Italia | Cronologia completa delle presenze e delle reti in nazionale ― Italia | Cronologia completa delle presenze e delle reti in nazionale ― Italia | Cronologia completa delle presenze e delle reti in nazionale ― Italia | Cronologia completa delle presenze e delle reti in nazionale ― Italia | Cronologia completa delle presenze e delle reti in nazionale ― Italia | Cronologia completa delle presenze e delle reti in nazionale ― Italia |
| Data                                                                  | Città                                                                 | In casa                                                               | Risultato                                                             | Ospiti                                                                | Competizione                                                          | Reti                                                                  | Note                                                                  |
| --------------------------------------------------------------------- | --------------------------------------------------------------------- | --------------------------------------------------------------------- | --------------------------------------------------------------------- | --------------------------------------------------------------------- | --------------------------------------------------------------------- | --------------------------------------------------------------------- | --------------------------------------------------------------------- |
| 9-11-1958                                                             | Parigi                                                                | Francia                                                               | 2 – 2                                                                 | Italia                                                                | Amichevole                                                            | 2                                                                     |                                                                       |
| 13-12-1958                                                            | Genova                                                                | Italia                                                                | 1 – 1                                                                 | Cecoslovacchia                                                        | Coppa Internazionale                                                  | -                                                                     |                                                                       |
| 28-2-1959                                                             | Roma                                                                  | Italia                                                                | 0 – 0                                                                 | Spagna                                                                | Amichevole                                                            | -                                                                     |                                                                       |
| 1-11-1959                                                             | Praga                                                                 | Cecoslovacchia                                                        | 2 – 1                                                                 | Italia                                                                | Coppa Internazionale                                                  | -                                                                     |                                                                       |
| 6-1-1960                                                              | Napoli                                                                | Italia                                                                | 3 – 0                                                                 | Svizzera                                                              | Coppa Internazionale                                                  | -                                                                     | 46’                                                                   |
| 13-3-1960                                                             | Barcellona                                                            | Spagna                                                                | 3 – 1                                                                 | Italia                                                                | Amichevole                                                            | -                                                                     |                                                                       |
| 25-4-1961                                                             | Bologna                                                               | Italia                                                                | 3 – 2                                                                 | Irlanda del Nord                                                      | Amichevole                                                            | -                                                                     | cap. 75’                                                              |
| 5-12-1964                                                             | Bologna                                                               | Italia                                                                | 3 – 1                                                                 | Danimarca                                                             | Amichevole                                                            | -                                                                     | 46’                                                                   |
| Totale                                                                |                                                                       | Presenze                                                              | 8                                                                     |                                                                       | Reti                                                                  | 2                                                                     |                                                                       |